# Miguel de Icaza
Miguel de Icaza (Cidade do México, 23 de novembro de 1972) é um programador mexicano, conhecido por ser fundador dos projetos GNOME, Mono e Xamarin.
Miguel de Icaza nasceu na Cidade do México e estudou na Universidade Nacional Autônoma do México UNAM. Começou a escrever software em 1992.
Icaza começou o projeto GNOME em Agosto de 1997. Juntamente com Federico Mena, criou um completo sistema de desktop livre e um componente para sistemas GNU/Linux. Antes disso, Icaza já havia trabalhado em um gerente de arquivos, o Midnight Commander, assim como no núcleo Linux.
Em 1999, Icaza co-fundou o Helix Code, um software livre orientado ao GNOME com Nat Friedman, e mais tarde um grande número de GNOME hackers. Em 2001, Helix Code, agora renomeada para Ximian, anunciou o projeto Mono, um projeto de Icaza para suportar o desenvolvimento de software com tecnologias .NET da Microsoft nas plataformas UNIX. Em Agosto de 2003, a Ximian foi adicionada à Novell.
Atualmente existe uma iniciativa para a criação de uma comunidade Mono para suporte dos usuários da língua portuguesa. Esta iniciativa é chamada de Projeto Mono Brasil. Este projeto foi criado por alguns hackers brasileiros que participam do projeto Mono Internacional. Outras informações podem ser conseguidas no site MonoBrasil.
Miguel de Icaza recebeu os prêmios Free Software Award em 1999 pela Free Software Foundation, Review Innovator no ano de 1999 pelo MIT Technology e foi nomeado o primeiro da lista dos 100 Inovadores do novo século pela Revista Time em Setembro de 2000.
Miguel teve uma participação especial em 2001 no filme Antitruste.
Casou com uma brasileira (Maria Laura) em 2003.